# Прогулка (фильм, 2015)
«Прогулка» (англ. The Walk) — американский исторический фильм о французском канатоходце Филиппе Пети, снятый режиссёром Робертом Земекисом. В центре сюжета — предпринятый французом в 1974 году проход по канату, натянутому между Башнями-близнецами Всемирного торгового центра. Роль Пети исполнил Джозеф Гордон-Левитт. Сценарий написан Земекисом в соавторстве с Кристофером Брауном и основан на книге Пети «Дотянуться до облаков». В североамериканский прокат фильм вышел 30 сентября 2015 года. Фильм посвящен памяти жертв теракта 11 сентября 2001 года

## Сюжет
Филипп Пети, стоя на вершине факела Статуи Свободы, рассказывает историю своей жизни. С детства он мечтал стать канатоходцем. Получив уроки хождения по канату от циркача Папы Руди, Филипп постепенно совершенствует навыки. Сначала он пересекает небольшое озеро, затем башни собора Нотр-Дам. В 1968 году, узнав о строительстве Всемирного торгового центра, Филипп загорается идеей перейти между башнями. Постепенно собирается команда помощников, во главе с его девушкой Анни.
Узнав о том, что в 1974 году башни Центра сдадут в эксплуатацию, Филипп решает летом этого года осуществить свою мечту. Сообщники тщательно планируют все детали операции. Филипп не слушает совета учителя и отказывается использовать страховочную лонжу. Филипп и товарищи летят в Нью-Йорк. Несколько месяцев они следят за графиком работы строителей и выясняют, как можно тайно доставить оборудование на крышу. Примерно за две недели до трюка Филипп напоролся на гвоздь, гуляя по крыше, но не откладывает операцию. Стальной трос решено перебросить при помощи лука и стрелы, которая сначала перебросит леску, с помощью которой можно передать вспомогательный канат, что позволит протянуть основной трос. Проход по канату запланирован на 6 августа. В ночь перед проходом, разделившись на две группы, сообщники проникают на крышу. Всю ночь они работают, натягивают трос и ставят кавалетти — страховочные тросы, не дающие основному колебаться. Несколько раз операция едва не срывается. Наконец, в 7 утра, Филипп вступает на трос. Внизу собирается большая толпа людей. Сразу появляется полиция, которая командует ему немедленно покинуть трос, иначе его могут перерезать. Совершив несколько проходов между башнями, Филипп возвращается обратно на крышу. Его арестовывают.
Вечером этого же дня Филиппа отпускают, обязав принять участие в исправительных работах — дать бесплатное представление для детей Нью-Йорка в Центральном парке. Анни уезжает домой, а Филипп остаётся в США. Он получает от директора центра Гая Тоззоли (en) вечный пропуск на смотровую площадку Южной башни.

## В ролях
- Джозеф Гордон-Левитт — Филипп Пети
- Шарлотта Лебон — Анни Элликс
- Джеймс Бэдж Дейл — Жан-Пьер (Джей Пи)
- Клеман Сибони — Жан-Луи
- Сезар Домбой — Жан-Франсуа (Джефф)
- Бен Шварц — Альберт
- Бен Кингсли — папа Руди
- Стив Валентайн — Барри Гринхаус

## Производство
В январе 2014 года стало известно, что Роберт Земекис снимет биографический фильм о Филиппе Пети. 24 февраля Джозеф Гордон-Левитт был утвержден на главную роль. 25 апреля 2014 года стало известно, что в фильме также снимутся Бен Кингсли, Джеймс Бэдж Дейл и Шарлотта Лебон. Съёмки фильма начались 26 мая 2014 года в Монреале и закончились 6 августа.

## Саундтрек
В фильме использовано произведение Бетховена «К Элизе».

## Восприятие
Фильм получил высокие отзывы критиков. На сайте Rotten Tomatoes фильм имеет рейтинг 83% на основе 275 рецензий со средним баллом 7,1 из 10. На сайте Metacritic рейтинг фильма составляет 70 из 100 на основании 41 отзыва.